# Matteo de' Pasti

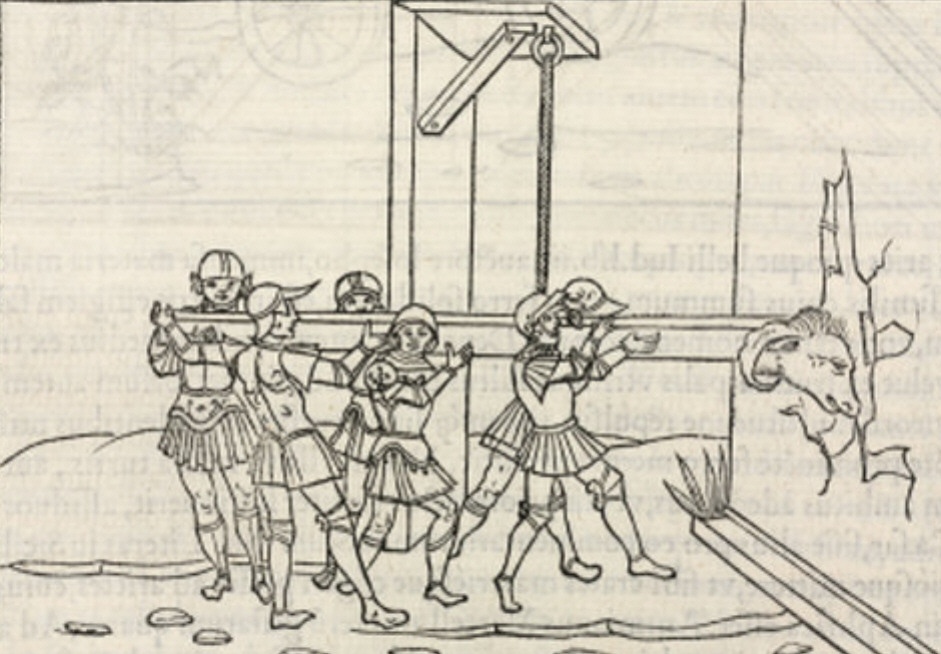
Matteo de' Pasti: Ilustraţie din De re militari de Valturio

Matteo de' Pasti (n. Verona, 1420 – d. Rimini, 1468) este un medalist și un arhitect italian din secolul al XV-lea.

## Biografie
Matteo de' Pasti a fost unul dintre cei mai buni medaliști din Quattrocento (secolul al XV-lea italian). El a colaborat cu Georgio de Allemagna la Verona, și la Ferrara la un breviar pentru Lionello d'Este în 1445-1446.
L-a întâlnit pe Pisanello și l-a urmat în 1446 la Rimini, unde a efectuat câteva printre cele mai fine medalii ale sale pentru cele mai ilustre personalități ale timpului:
- Sigismondo  Malatesta;
- Isotta degli Atti[7];
- Guarino Veronese[8];
- Timoteo Maffei[9];
- Leon Battista Alberti.

## Opere
Lucrări pentru decorarea interiorului Bisericii Sf. Francisc, acum Templul Malatesta din Rimini, împreună cu Agostino di Duccio și atelierul său (1446).
- Transennele din marmură, care izolau capelele de nava gotică;
- o medalie care reprezenta lucrarea așa cum trebuia să fie terminată;
- Ilustrații ale lucrării lui Roberto Valturio, De re militari (1472).

### Medalii
- Medalia lui Benedetto de' Pasti, circa 1440;
- Prima medalie a Isottei degli Atti cu elefantul, 1446;
- Medalia Isottei degli Atti cu cartea, 1446;
- Medalia lui Guarino Veronese, circa 1446;
- Medalia lui Leon Battista Alberti, circa 1446-1450;
- Medalia lui Sigismondo Pandolfo Malatesta cu Tempio Malatestiano[10], circa 1453;
- Medalia lui Sigismondo Pandolfo Malatesta cu Castel Sismondo, circa 1453;
- Medalia Isottei degli Atti cu elefantul, 1453;
- Medalia canonicului Timoteo Maffei

## Galerie de imagini

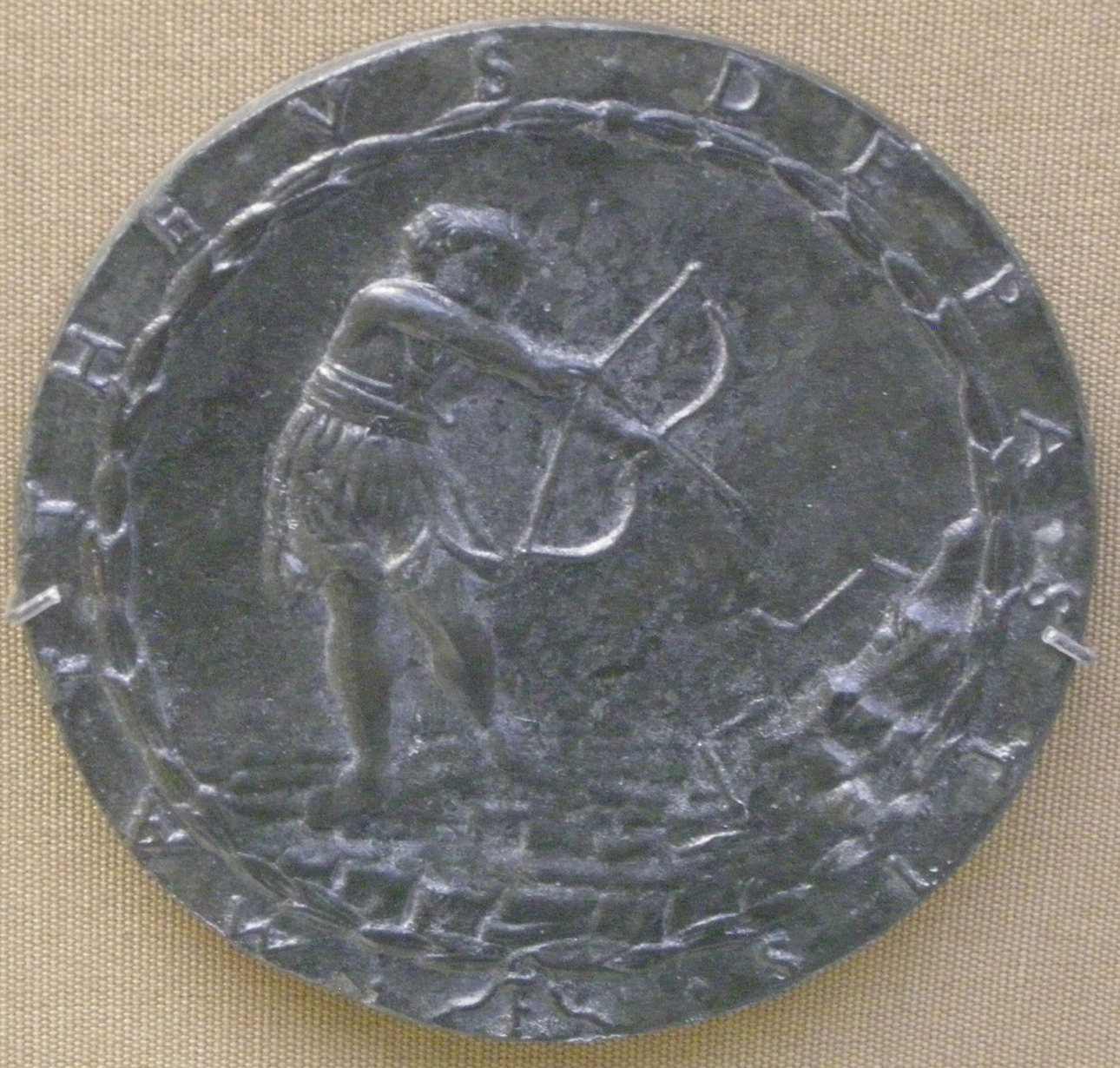
Medalia Benedetto de' Pasti (cca 1440)
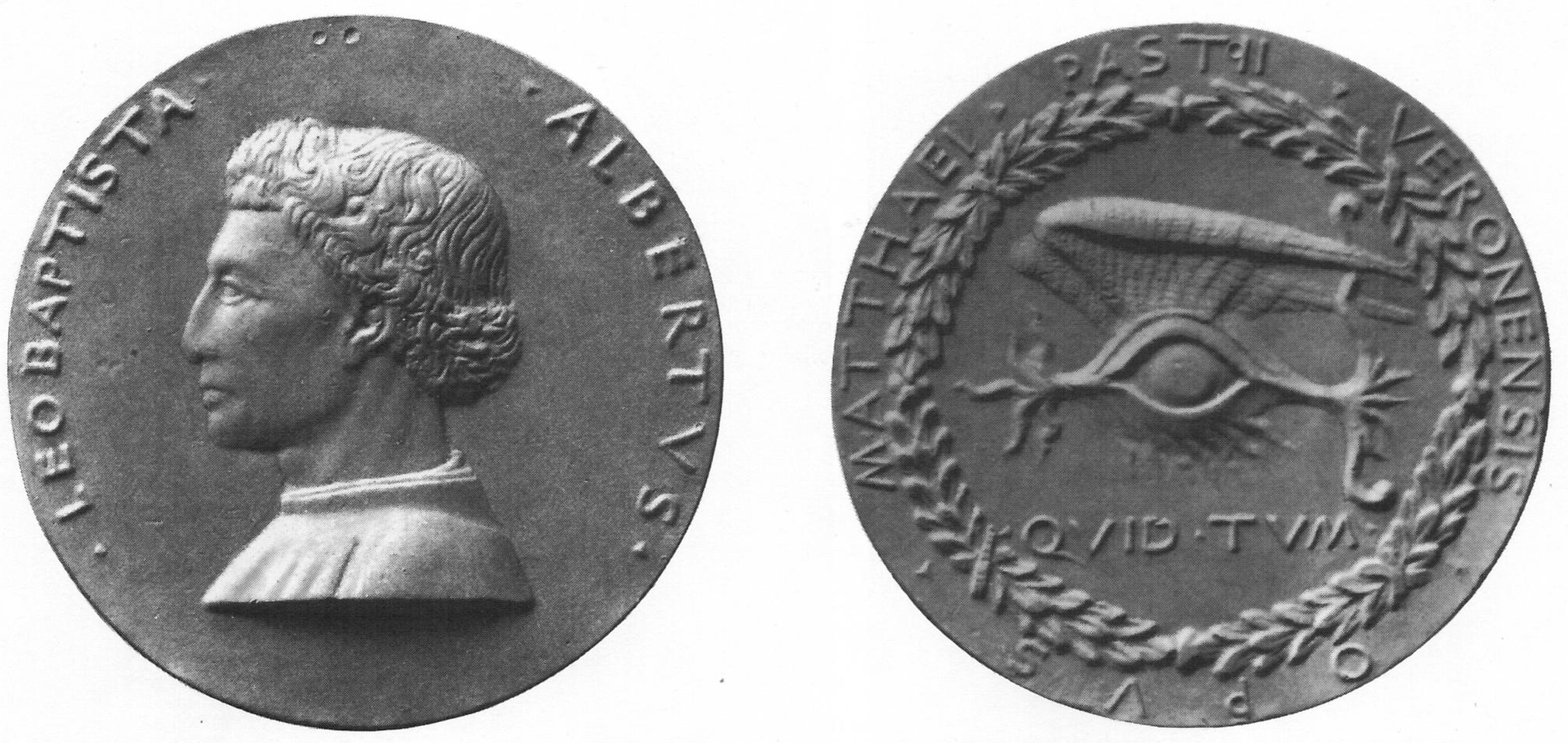
Medalia lui Leon Battista Alberti (avers și revers), de Matteo de' Pasti
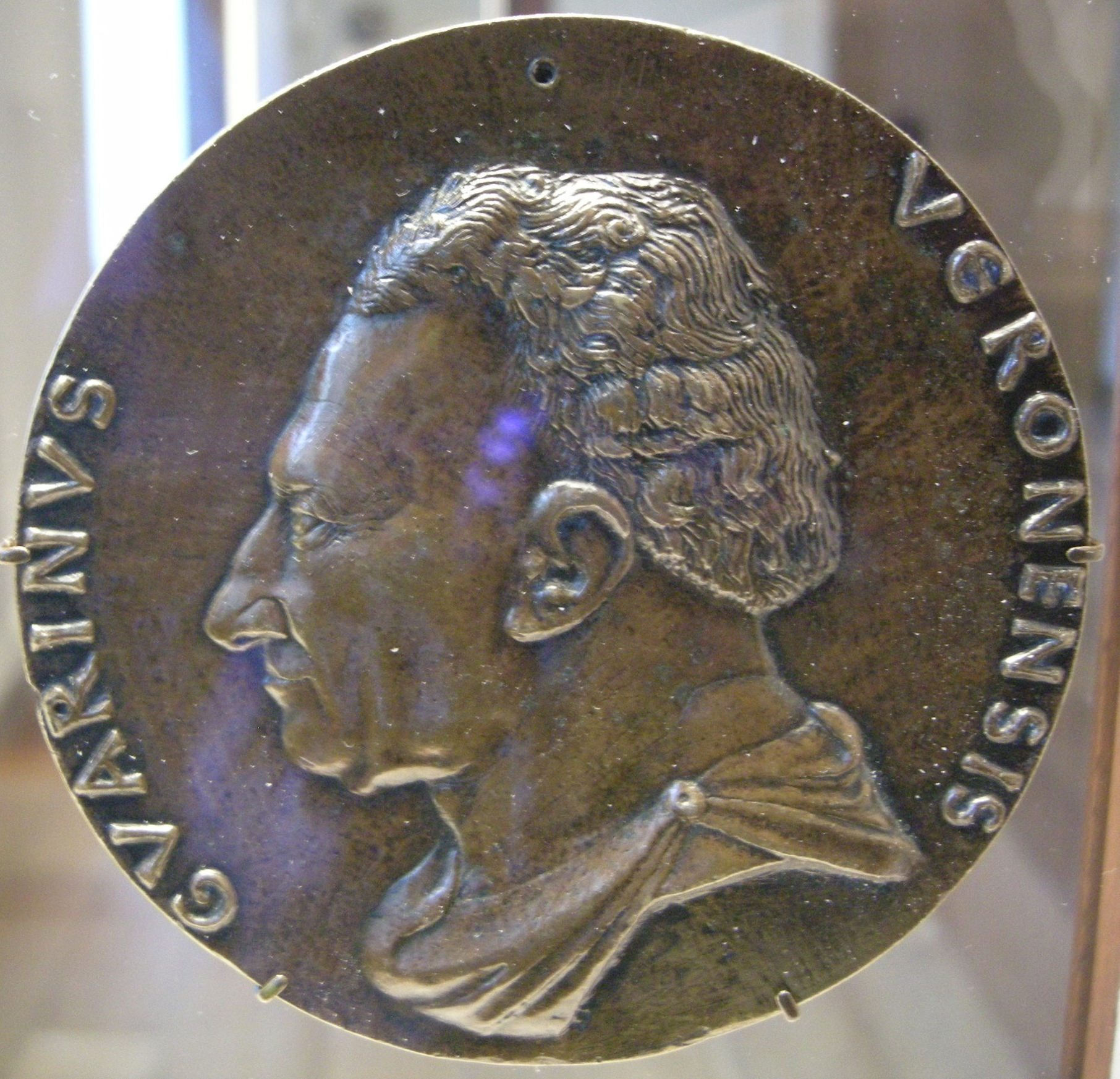
Medalia Guardino da Verona (avers), de Matteo de' Pasti (cca 1446)
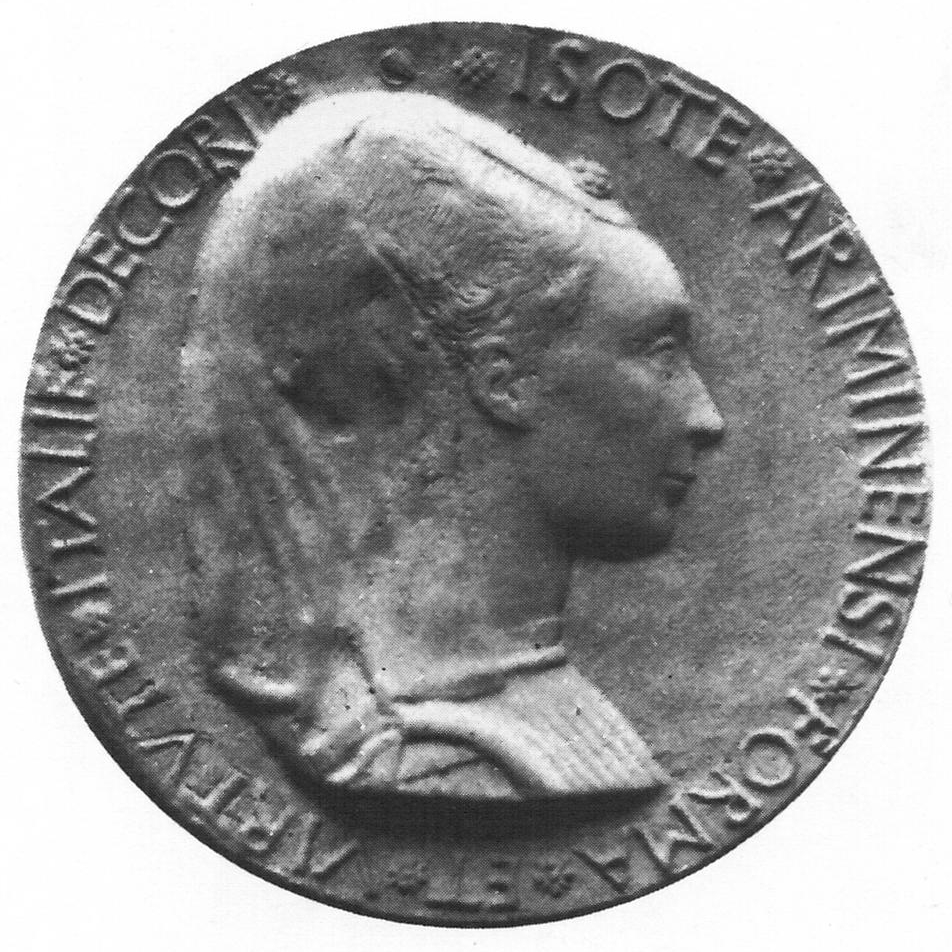
Medalia Isottei degli Atti de Matteo de' Pasti (avers)
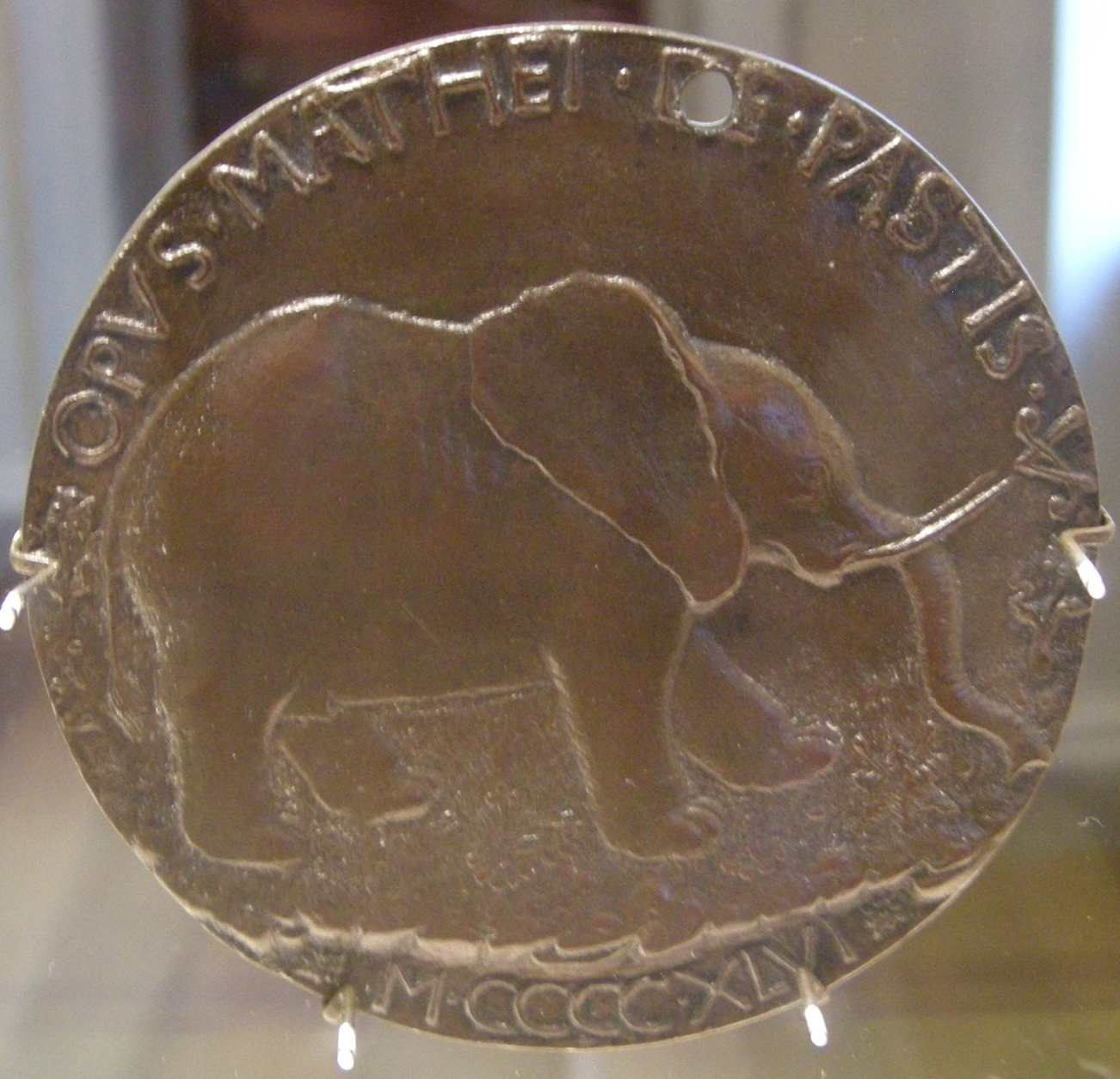
Medalia Isottei degli Atti de Matteo de' Pasti (cca 1453 - 1461), revers (cu elefantul)
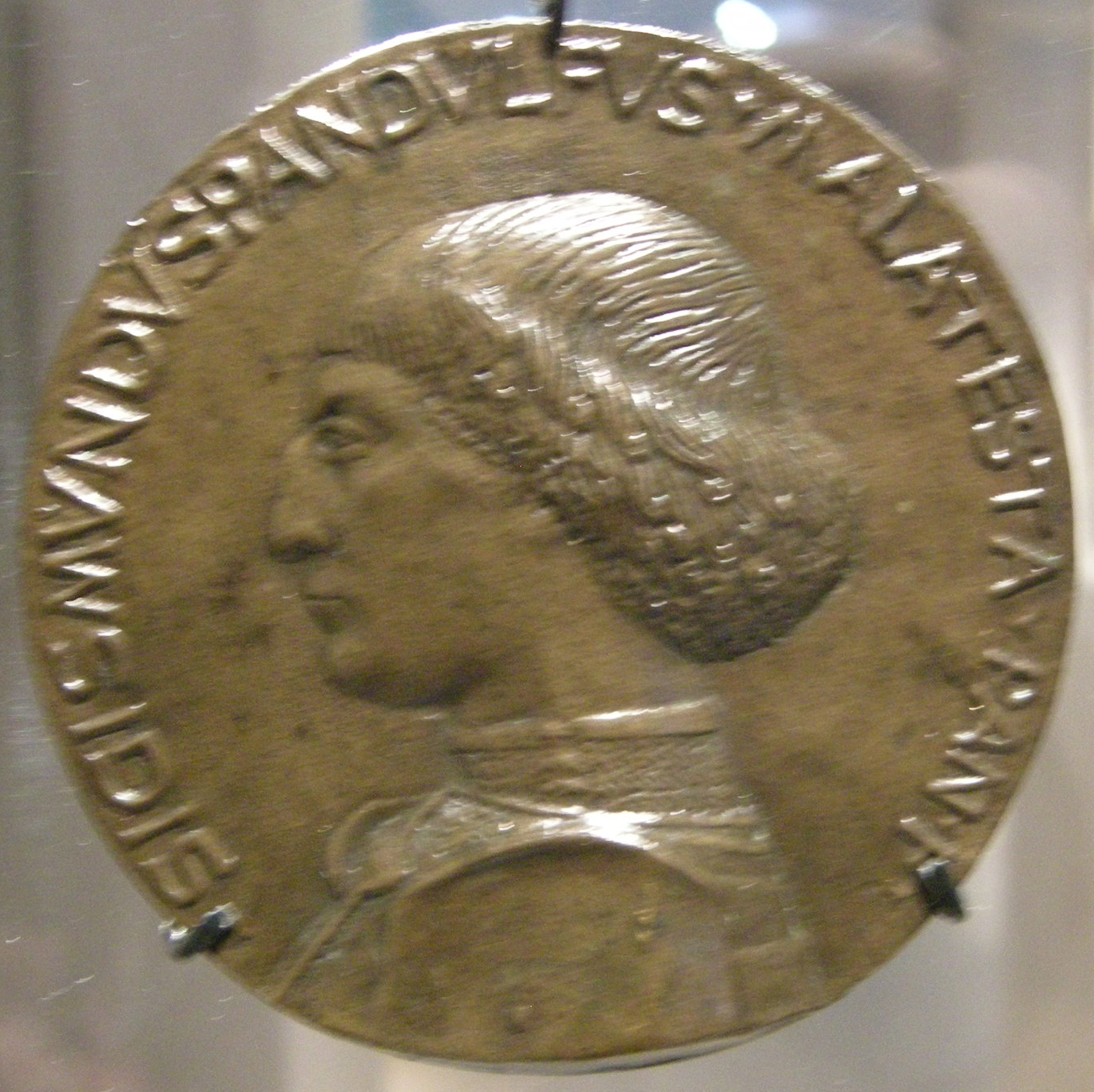
Medalia Sigismondo Pandolfo Malatesta (avers), de Matteo de' Pasti (1454 - 1460, datată 1446)
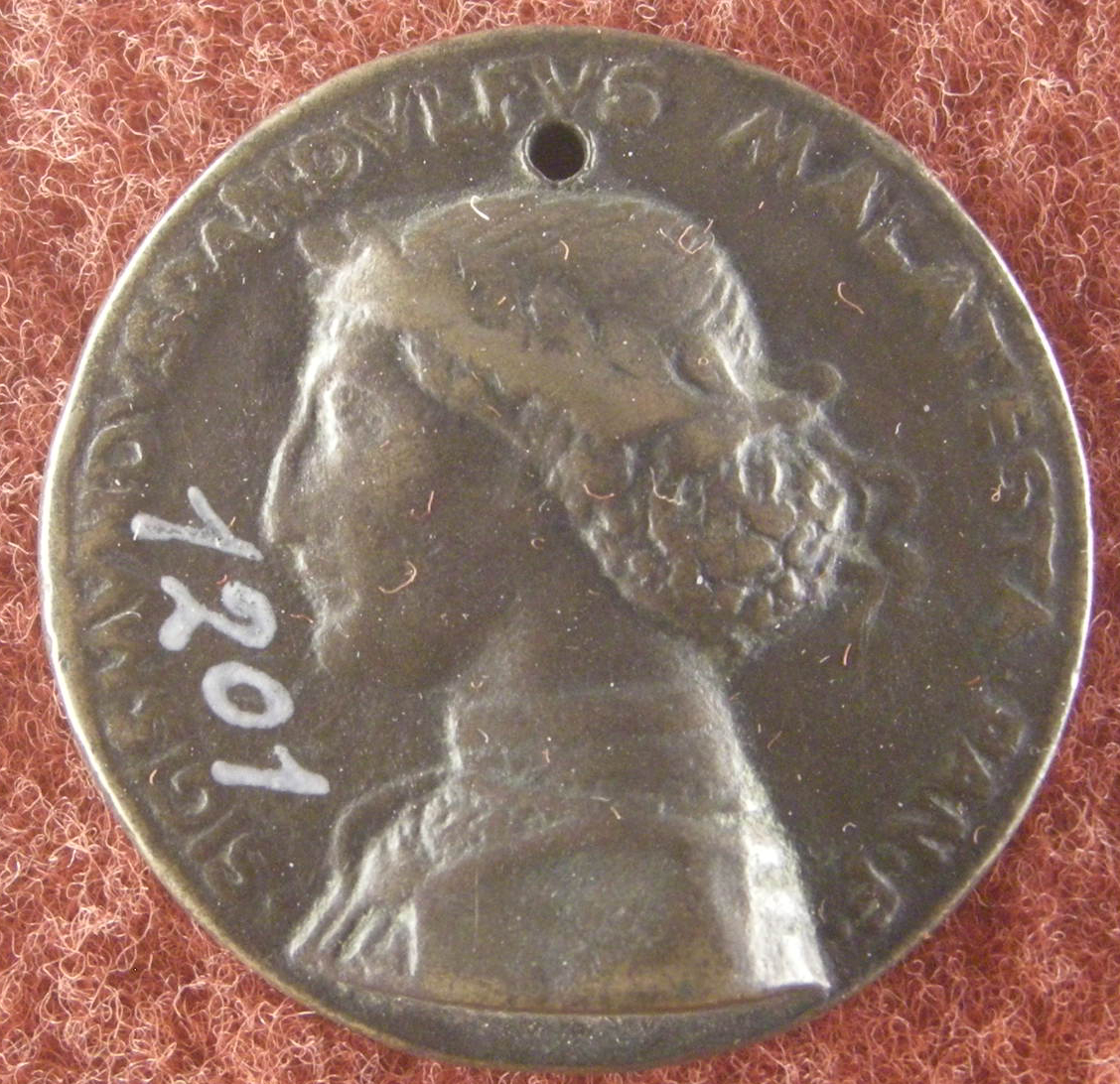
Medalia Sigismondo Pandolfo Malatesta cu Tempio Malatestiano, de Matteo de' Pasti (avers)
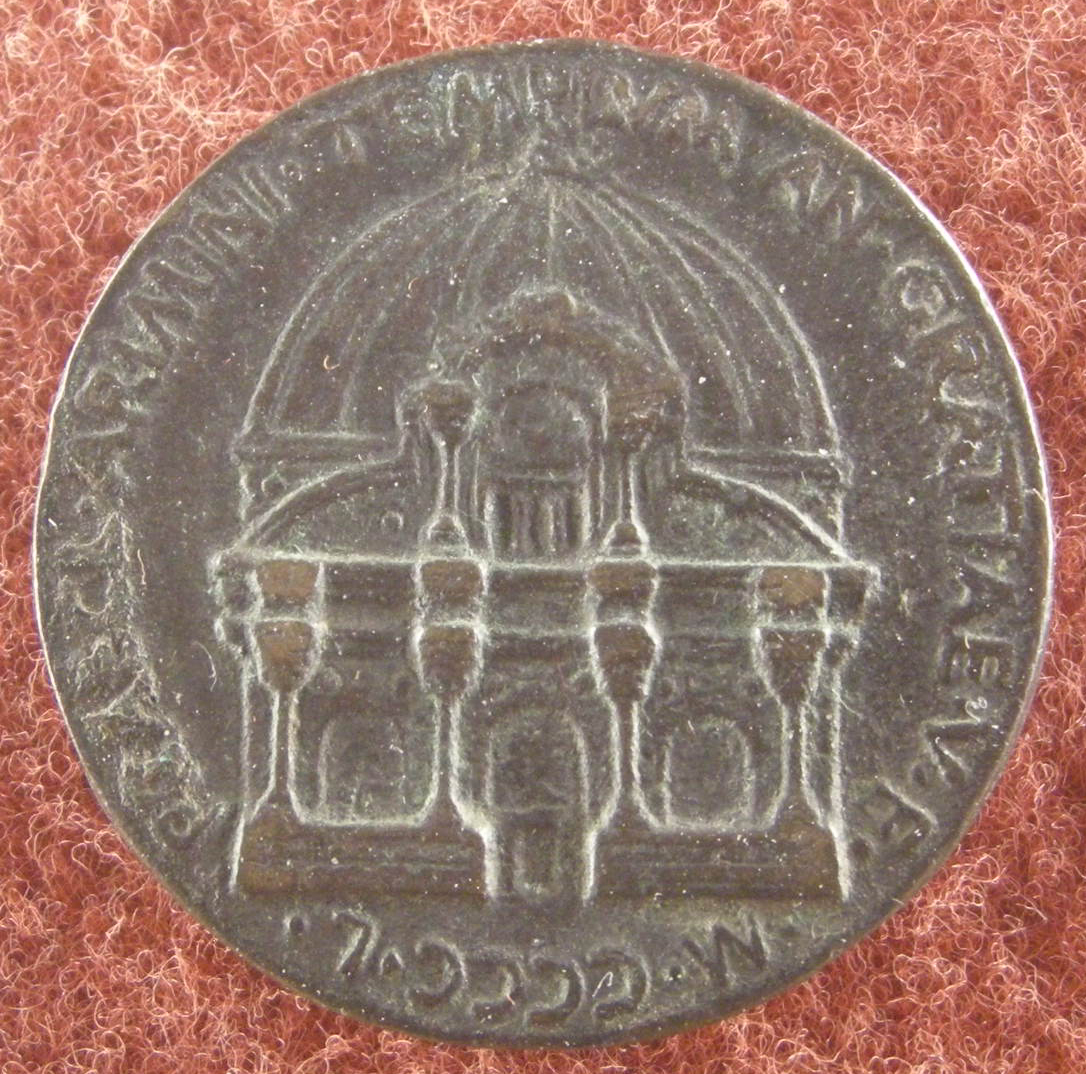
Medalia Sigismondo Pandolfo Malatesta cu Tempio Malatestiano (1450), de Matteo de' Pasti (revers)